# Laura Lopes
Laura Rose Lopes (nascida: Laura Rose Parker Bowles; Swindon, Inglaterra, 1 de janeiro de 1978) é uma curadora de artes inglesa, conhecida por ser filha da rainha Camilla do Reino Unido e de Andrew Parker Bowles. Seu padrasto é o rei Carlos III do Reino Unido, segundo e atual marido da sua mãe.

## Biografia

### Nascimento e família
Nascida a 1 de janeiro de 1978, em Swindon, Wiltshire, Laura Rose Parker Bowles é a segunda filha do casamento de Andrew Henry, então oficial do Exército Britânico, e Camilla Rosemary Parker Bowles. O primeiro filho do casal, é o publicista e escritor de livros de gastronomia, Tom Parker Bowles. 
O seu padrinho de batismo, é o Rei Charles III, atual marido da sua mãe, e os seus ancestrais são Philip Morton Shand, escritor e crítico de arquitetura inglês; Alice Keppel, famosa amante do rei Eduardo VII; Roland Calvert Cubitt, 3.º Barão de Ashcombe; Thomas Parker, 6.º Conde de Macclesfield, e o proeminente e multimilionário proprietário de cavalos de corrida, Sir Humphrey de Trafford, 4.º Baronete.   

### Educação
Oriunda de famílias de classe alta e da aristocracia inglesa, Laura passou os primeiros anos da sua vida na mansão do século XVII que a sua família possuía em Allington, conhecida por Bolehyde Manor, e posteriormente na mansão de estilo georgiano Middlewick House, em Corsham, com a sua família, que a educou como católica romana, religião seguida pelo seu pai, ingressando anos mais tarde em regime de internato na Escola de St. Mary de Shaftesbury, em Dorset, e em regime misto, durante os últimos anos da década de 1980, na Escola Preparatória de Heywood em Corsham.
Terminado os seus estudos, Laura decidiu tirar um ano sabático e partiu para a América do Sul. Após regressar ao Reino Unido, ingressou na Oxford Brookes University, onde se licenciou em História da Arte e Marketing.
Nos primeiros anos de 2000, Laura estagiou durante três meses na Coleção Peggy Guggenheim em Veneza e gerenciou a galeria de arte The Space Gallery na área de Belgravia, na cidade de Londres. Em outubro de 2005 tornou-se sócio-fundadora e diretora da Eleven Gallery, em Londres.  

### Casamento
No dia 6 de maio de 2006, Laura Parker Bowles casou-se com Harry Lopes, ex-modelo de roupa interior da Calvin Klein e neto de Massey Lopes, 2° Barão de Roborough, e de Gavin Astor, 2° Barão de Astor de Hever, graduado do Eton College e licenciado na Universidade de Edimburgo.
O casamento ocorreu na Igreja de St Cyriac, uma igreja anglicana do século XIV, localizada na vila de Lacock, condado de Wiltshire. Na cerimónia, Laura usou uma tiara de diamante, que pertence à família de sua mãe, e um vestido de noiva exclusivo, desenhado por Anna Valentine, a mesma estilista conhecida por desenhar o vestido de sua mãe para o seu casamento com Carlos, Príncipe de Gales, apenas um ano antes.
Cerca de quatrocentos a quinhentos convidados compareceram no casamento, tais como Sarah Chatto, Kate Middleton, William, Duque de Cambridge,  e Frederick Curzon, 7.° Conde de Howe, e mais de dois mil simpatizantes alinharam-se nas ruas após a cerimónia. A recepção foi realizada na mansão Ray Mill House, propriedade vizinha de uma das residências de Camila, Duquesa da Cornualha.

### Maternidade
No dia 16 de janeiro de 2008, Laura Lopes deu à luz a sua primeira filha, Eliza Lopes, e a 30 de dezembro de 2009, teve dois gémeos fraternos (não idênticos), a quem deu os nomes de Gus Lopes e Louis Lopes.

### Participações em eventos da realeza
No dia 29 de abril de 2011, sua filha Eliza foi uma das damas de honra de Kate Middleton no casamento com o Príncipe William de Gales que decorreu na Abadia de Westminster, em Londres. Pela mesma ocasião, Laura e o seu marido também compareceram ao casamento e na recepção realizada no Palácio de Buckingham.
Em setembro de 2022, ela e o irmão participaram, como convidados, do funeral da Rainha Elizabeth II. 